# Tic Tac (Kurzfilm)
Tic Tac ist ein österreichischer Kurzfilm von Josephine Ahnelt aus dem Jahr 2011. In Deutschland feierte der Film am 1. Mai 2012 bei den Internationalen Kurzfilmtagen in Oberhausen internationale Premiere.

## Handlung
Wir sehen Teenager beim Parkour – ihre Technik: Tic Tac.

## Kritiken
„Dieser Film ist Ausdruck eines visuellen Rätsels, das zunächst aussieht wie Found Footage von Teenagern, die in einem anonymen Hinterhof spielen. Bei der bescheidenen Länge der zweieinhalb Minuten einer 8mm-Filmrolle fängt ‚Tic Tac‘ Bilder voller Zerbrechlichkeit und Vieldeutigkeit ein.“

## Auszeichnungen
Internationale Kurzfilmtage Oberhausen 2012
- Lobende Erwähnung der Internationalen Jury